# Anita Silsby
Anita Silsby es una deportista estadounidense que compitió en taekwondo. Ganó una medalla de oro en el Campeonato Mundial de Taekwondo de 1989 en la categoría de –65 kg.

## Palmarés internacional
| Campeonato Mundial | Campeonato Mundial   | Campeonato Mundial | Campeonato Mundial |
| Año                | Lugar                | Medalla            | Categoría          |
| ------------------ | -------------------- | ------------------ | ------------------ |
| 1989               | Seúl (Corea del Sur) | Medalla de oro     | –65 kg             |